# Liste der denkmalgeschützten Objekte in Mining
Die Liste der denkmalgeschützten Objekte in Mining enthält die 6 denkmalgeschützten, unbeweglichen Objekte der Gemeinde Mining im Bezirk Braunau am Inn.

## Denkmäler
| Foto  |                 | Denkmal                                                                                        | Standort                                | Beschreibung | Metadaten |
| ----- | --------------- | ---------------------------------------------------------------------------------------------- | --------------------------------------- | --- | --- |
| ja    | Datei hochladen | Schlosskapelle Mamling HERIS-ID: 38273 Objekt-ID: 37791                                        | Mamling 3 Standort KG: Gundholling      | Die Schlosskapelle in Mamling entstand Mitte des 15. Jahrhunderts in spätgotischem Stil. Es gibt eine Weiheurkunde vom Passauer Weihbischof Sigismund Pirchan. 1671 wurde die Kapelle unter Johann Kaspar von Lerchenfeld umgebaut, barockisiert, nach Westen erweitert und mit einem Benefizium ausgestattet, das bis 1786 Bestand hatte. 1978/1979 und 2010/2011 erfolgten Restaurierungen. | BDA-Hist.: Q37980326 Status: Bescheid Stand der BDA-Liste: 2025-06-30 Name: Schlosskapelle Mamling GstNr.: 418/1 Schlosskapelle Mamling                                  |
| ja    | Datei hochladen | Schloss Mamling mit Nebengebäuden und Gartenhaus HERIS-ID: 46444 Objekt-ID: 48486              | Mamling 3 Standort KG: Gundholling      | Das Schloss Mamling wurde nach 1650 von Johann Kaspar Freiherr von Lerchenfeld anstelle einer abgetragenen mittelalterlichen Burg als Wasserschloss errichtet. | BDA-Hist.: Q2242337 Status: Bescheid Stand der BDA-Liste: 2025-06-30 Name: Schloss Mamling mit Nebengebäuden und Gartenhaus GstNr.: 418/1, 412/2 Schloss Mamling         |
| ja    | Datei hochladen | Schloss Sunzing mit Schlossmühle HERIS-ID: 44257 Objekt-ID: 45030                              | Untersunzing 1 Standort KG: Gundholling | Das Schloss Sunzing wurde zwischen 1474 und 1481 anstelle eines hölzernen Vorgängerbaus errichtet und 1650/1651 erweitert. Der zweigeschoßige Bau hat ein Walmdach und einen hakenförmigen Grundriss. | BDA-Hist.: Q2243655 Status: Bescheid Stand der BDA-Liste: 2025-06-30 Name: Schloss Sunzing mit Schlossmühle GstNr.: .1/1, .1/2, .7/2 Schloss Sunzing                     |
| ja    | Datei hochladen | Burg Frauenstein, Speicher und Herrenhaus HERIS-ID: 59229 Objekt-ID: 70314                     | Frauenstein 1 Standort KG: Mining       | Der ehemalige Getreidespeicher ist bereits auf einem Kupferstich des 17. Jahrhunderts zu sehen. Das zweigeschoßige Herrenhaus aus Tuffstein stammt aus dem frühen 19. Jahrhundert. | BDA-Hist.: Q1237344 Status: Bescheid Stand der BDA-Liste: 2025-06-30 Name: Burg Frauenstein, Speicher und Herrenhaus GstNr.: .39 Frauenstein castle                      |
| ja    | Datei hochladen | Torgebäude der Burg Frauenstein HERIS-ID: 37835 Objekt-ID: 37140                               | Frauenstein 1 Standort KG: Mining       | Das erhaltene Torgebäude der Burg Frauenstein wurde nach 1508 errichtet. | BDA-Hist.: Q64765034 Status: Bescheid Stand der BDA-Liste: 2025-06-30 Name: Torgebäude der Burg Frauenstein GstNr.: .39 Frauenstein castle                               |
| ja BW | Datei hochladen | Kath. Pfarrkirche Mariae Opferung und Kirchhof mit Ummauerung HERIS-ID: 52400 Objekt-ID: 59077 | Hofmark Standort KG: Mining             | Die Pfarrkirche Maria Opferung ist eine spätgotische Staffelkirche. Das Langhaus ist dreischiffig, dreijochig und netzrippengewölbt, die Seitenschiffe wurden erst in späterer Zeit angebaut. Der Chor von 1524 ist zweijochig und mit 5/8 Schluss ausgeführt. Der aus der Achse nach Süden gerückte Westturm wurde nach einem Brand 1567 neu errichtet, der Zwiebelhelm wird auf 1713 datiert. Die Kanzel stammt aus dem Ende des 17. Jahrhunderts, die zwei lebensgroßen Bildwerke hl. Rochus und hl. Sebastian stammen aus der Zeit um 1712. Die Friedhofsmauer besitzt eine gotische Keilsteinabdeckung. | BDA-Hist.: Q21853279 Status: § 2a Stand der BDA-Liste: 2025-06-30 Name: Kath. Pfarrkirche Mariae Opferung und Kirchhof mit Ummauerung GstNr.: 21, .21 Pfarrkirche Mining |